# Tribalus asiaticus
Tribalus asiaticus är en skalbaggsart som beskrevs av Miłosz A. Mazur 1987. Tribalus asiaticus ingår i släktet Tribalus och familjen stumpbaggar. Inga underarter finns listade i Catalogue of Life.